# 페르난도 발렌수엘라
페르난도 발렌수엘라(스페인어: Fernando Valenzuela, 1960년 11월 1일~2024년 10월 22일)는 멕시코의 야구 선수이다. 메이저 리그 LA 다저스 등에서 활동한 투수이다.
1981년 LA 다저스에서 메이저 리그 사상 처음으로 신인왕과 사이 영 상을 동시에 거머쥐었으나 순수 신인(그 해 데뷔)으로 치자면 전무해진 상태다. 스크류볼이 주무기였다.
은퇴 이후 2006년 월드 베이스볼 클래식 대회에 멕시코 국가대표팀 감독으로 참가했었으며 1991년 3월 28일 LA 다저스에서 방출된 뒤 롯데 야쿠르트 요미우리 다이에 등에서 스카우트 제의를 받았고 2000년 시즌 후 한화 입단설이 있었다.